# Zone of the Enders
Zone of the Enders (Japans:  ゾーン　オブ　エンダーズ; ook wel Z.O.E.) is een computerspel dat werd ontwikkeld en uitgegeven door Konami. Het spel kwam in maart 2001 uit voor het platform Sony PlayStation 2. In 2012 kwam een HD-versie uit voor de Xbox 360 en de PlayStation 3. Het verhaal draait om de Orbital Frames. Dit is een grote en dodelijke 22e-eeuwse oorlogsmachine. De speler speelt Leo Stenbuck en wil wraak namen tegen Z.O.E., een militantengroep die je thuiskolonie heeft vernietigd.

## Platform
| Jaar | Platform                |
| ---- | ----------------------- |
| 2002 | PlayStation 2           |
| 2012 | PlayStation 3, Xbox 360 |

## Ontvangst
| Beoordeeld door                | Jaar | Score |
| ------------------------------ | ---- | ----- |
| Super Play                     | 2001 | 90%   |
| PSX Extreme                    | 2001 | 89%   |
| Adrenaline Vault, The (AVault) | 2001 | 80%   |
| GamePro (USA)                  | 2001 | 80%   |
| PSM                            | 2001 | 80%   |
| IGN                            | 2001 | 75%   |
| GameSpot                       | 2001 | 74%   |
| Peliplaneetta.net              | 2001 | 72%   |
| All Game Guide                 | 2001 | 70%   |
| Game Revolution                | 2001 | 67%   |

## Personages
- Leo Stenbuck
- ADA
- Celvice Klein
- Viola
- Rock Thunderheart
- Elena Weinberg
- Aumann